# Elizeu Nascimento
Elizeu Francisco Do Nascimento, (Tangará da Serra, 17 de agosto de 1976), é deputado estadual, filiado ao Partido Liberal (PL), eleito pelo estado do Mato Grosso.

## Biografia
Se candidatou à vereador de Cuiabá em 2012, ficando na suplência.
Ficou como suplente em 2014, após se candidatar à deputado estadual.
Em 2016 foi eleito vereador de Cuiabá.
Foi eleito Deputado Estadual em 2018, se filiou ao PSL em 2020, deixando o partido pouco tempo após a fusão com o UNIÃO, se candidatando pelo PL e sendo re-eleito em 2022.

## Acusações de Nazismo
Durante a cerimônia de posse dos deputados na Assembleia Legislativa de Mato Grosso (ALMT) no dia 1 de fevereiro, o deputado Elizeu Nascimento se envolveu em uma polêmica sobre acusações de nazismo. Durante sua posse, foi capturado um momento em que o parlamentar levanta a mão em uma altura pouco mais acima do utilizada nos juramentos. O gesto é reconhecido de forma histórica e politicamente como uma saldação nazista. A saudação siginfiica ‘Sieg Heil’. O parlamentar negou as acusações e relatou ser uma homenagem a Cristo.